# 佐賀県青年会館
佐賀県青年会館（さがけんせいねんかいかん）は、佐賀県佐賀市にある施設。一般財団法人佐賀県青年会館が運営する。

## 概要
最初の佐賀県青年会館は1950年、佐賀市松原に開館した、青年会館の建設としてはこれが初めてのことであった。現在の建物は1974年に建てられた。県営の運動施設や市営の文化会館に近いことが売りである。
2019年3月31日までは日本ユースホステル協会に加盟しており、建物の一部をユースホステルとして開放していた。

## アクセス
- JR長崎本線佐賀駅よりバス 川上、二俣、金立公民館、北山行き10分、佐賀市文化会館前下車徒歩2分。
- または佐賀駅徒歩20分